# Karabük (district)
Karabük is een Turks district in de provincie Karabük en telt 119.084 inwoners (2007). Het district heeft een oppervlakte van 759,6 km². Hoofdplaats is Karabük.
De bevolkingsontwikkeling van het district is weergegeven in onderstaande tabel.
| 1997    | 2000    | 2007    |
| ------- | ------- | ------- |
| 117.407 | 116.804 | 119.084 |